# NGC 79
NGC 79 é uma galáxia elíptica (E-S0) localizada na direcção da constelação de Andromeda. Possui uma declinação de +22° 34' 02" e uma ascensão recta de 0 horas, 21 minutos e 02,8 segundos.
A galáxia NGC 79 foi descoberta em 14 de Novembro de 1884 por Guillaume Bigourdan.